# Nerijus Valskis
Nerijus Valskis (* 4. August 1987 in Klaipėda) ist ein ehemaliger litauischer Fußballspieler.

## Karriere

### Verein
Nerijus Valskis spielte von 2004 bis 2005 für den heimischen Zweitligisten Polonija Vilnius, dem Verein der polnischen Minderheit in Litauen. Beim FK Žalgiris Vilnius gab er in der A Lyga-Saison 2005 sein Profidebüt. 2006 spielte Valskis beim unterklassigen FK Kauno Jėgeriai, bevor er im Januar 2007 zum FK Šilutė kam. Nachdem der Verein am Saisonende 2008 aus der 1. Liga abgestiegen war, wechselte Valskis zum litauischen Rekordmeister FBK Kaunas. Hier konnte er in der Spielzeit 2008 in zehn Spielen einmal treffen. Mit dem Verein gewann er außerdem in dieser Zeit den nationalen Pokal sowie die Baltic League. Bereits nach einer Saison wechselte Valskis den Verein. Mit dem FK Smarhon aus Belarus schloss der Stürmer erstmals einen Vertrag bei einem Verein aus dem Ausland ab. Beim belarussischen Zweitligisten kam er jedoch nur sporadisch zum Einsatz. Im Jahr 2010 war er vereinslos. 2011 spielte er in Lettland beim FK Liepājas Metalurgs als Stammspieler. 
Im Jahr 2012 spielte er ein weiteres Mal in Belarus beim FK Minsk. In den Jahren 2012 und 2013 spielte er wieder in Litauen bei Sūduva Marijampolė. In seinem zweiten Jahr in Marijampolė wurde Valskis mit 27 Treffern in 30 Spielen Torschützenkönig in der Liga. Daraufhin wechselte er als amtierender Torschützenkönig nach Rumänien zum CS Universitatea Craiova. Dort konnte er jedoch in zwei Spielzeiten nicht überzeugen. Im ersten Halbjahr 2015 spielte Valskis bei Wigry Suwałki einem Verein aus Polen, unweit der Grenze zu Litauen gelegen. Seit Juli 2015 spielte Valskis beim FK Trakai. Dort erreichte er zweimal die Vizemeisterschaft in der A Lyga hinter FK Žalgiris Vilnius. Anfang 2017 wechselte er zu Bnei Yehuda Tel Aviv in die israelische Ligat ha’Al. Für Tel Aviv absolvierte er 49 Spiel, schoss dabei elf Tore und gewann den nationalen Pokal.
Mitte 2018 zog es ihn nach Thailand. Hier unterschrieb er einen Vertrag bei Ratchaburi Mitr Phol. Der Verein aus Ratchaburi spielte in der ersten Liga, der Thai League. Für Ratchaburi stand er 15-mal auf dem Spielfeld. Anfang 2019 ging er wieder nach Israel. Hier schloss er sich Hapoel Tel Aviv an. Bis Mitte 2019 spielte er zehnmal für den Klub. Im Juli 2019 ging er nach Indien, wo ihn der Chennaiyin FC aus Coimbatore unter Vertrag nahm. Dort konnte er in 20 Ligaspielen 15 Treffer erzielen, womit er zusammen mit Roy Krishna und Bartholomew Ogbeche Torschützenkönig der Liga wurde. Im August 2020 wechselte er zum Ligarivalen Jamshedpur FC. 2022 kehrte er zurück in seine Heimat und schloss sich dem FK Kauno Žalgiris an. Dort absolvierte er zwei weitere Spielzeiten, in denen ihm jeweils vier Treffer gelangen. Im Februar 2024 beendete er seine aktive fußballerische Laufbahn.

### Nationalmannschaft
Nerijus Valskis spielte mehrmals in der litauischen U-21-Auswahl, bevor er unter Csaba László im Jahr 2013 auch in dessen A-Nationalmannschaft gegen Lettland (2:0) debütierte. Beim Baltic Cup 2016 gelang ihm gegen Estland (2:0) sein erster und einziger Treffer im Nationaltrikot. Beim Freundschaftsspiel gegen den Kosovo (0:4) am 24. März 2021 bestritt Valskis sein letztes Länderspiel.

## Erfolge
- Litauischer Pokalsieger: 2008
- Baltic League-Sieger: 2008
- Israelischer Pokalsieger: 2017

## Auszeichnungen
- Torschützenkönig der litauischen A Lyga: 2013 (27 Tore)
- Torschützenkönig der indischen Super League: 2019/20 (15 Tore)